# Альбурі-Отар
Альбурі-Отар також згадуються назви Албурі-Отар, Альбурі, Албурі-отар (чеч. Албур-Отар, Албар-Отар, Олбар-Отар) - спалене ауховське селище, що входило до Аухівського наїбства Північно Кавказького імамату, з 1944 року територія в Казбеківському районі Дагестану.

## Географія
Аул розташовувався в місцині «чеч. Булкх дехьа» (за Р. Булаком), на південь від міста Хасавюрт, в межиріччі річок Акташ(чеч. ГӀурий) і Булак (чеч. Булкъа, Булкха).
Найближчі населені пункти: на півдні - село Алмак, на півночі — села Калінінаул і Ленінаул, на північному сході-села Сімсір і Байтаркі, на південному заході — також нині неіснуюче ауховське селище Ваніки (чеч. Ваниг-гІала або Гонг-гІала, староруськ. Ваніка).

## Історія
Назва Албурі-Отар отримало від імені свого засновника ауховца Албурі, який був представником чеченського тайпа Аккой (чеч. Іаккой). У наш час територія аулу служить сільськогосподарськими угіддями для жителів селища Калінінаул (до 1944 року Юрт-аух). Недалеко від колишнього аулу Албурі-Отар збереглася кладовище Олбар кешнаш ("Албурі кладовищі»), А. Сулейманов вказує його розташування в межах родового селища тайпа-Юрт-аух.
У Юрт-Аусі представники тайпу Аккой (чеч. Ӏаккой) в основному проживали в кварталі «Ӏаккойн басе», яке є історичним центром села. У джерелах часів Кавказької війни поселення Албурі-Отар, поряд з Ваніки, вказується як передове селище ауховців, які не раз піддавалися розорення російськими військами.